# Bahnhof Hanweiler-Bad Rilchingen
Der Bahnhof Hanweiler-Bad Rilchingen ist der Bahnhof der ehemals selbstständigen saarländischen Gemeinde Rilchingen-Hanweiler, heute Ortsteil von Kleinblittersdorf. Er besitzt nur noch ein Bahnsteiggleis und ein bahnsteigloses Gleis. Der Bahnhof liegt im Verbundgebiet des Saarländischen Verkehrsverbundes (saarVV) und ist Grenzbahnhof zu Frankreich. Seit 2004 wird er nur noch von der Saarbahn bedient.

## Lage
Der Bahnhof befindet sich in etwa im Ortszentrum von Rilchingen-Hanweiler. Knapp einen Kilometer südöstlich überquert die Bahnstrecke Saarbrücken–Sarreguemines auf der Preußenbrücke die Saar und damit die Staatsgrenze zwischen Deutschland und Frankreich.

## Geschichte
Die Strecke von Saarbrücken nach Saargemünd wurde am 1. Juli 1870 eingeweiht, wobei Rilchingen-Hanweiler seinen Bahnhof erhielt. Der Name der Station wurde am 1. Juli 1932, in Anlehnung an das vorhandene Kurbad, mit Hanweiler-Bad Rilchingen ausgewiesen.
Nach 1935 wurde der Bahnhof umgebaut und erweitert. Er hatte früher wegen einer Wagenwerkstätte, einer Güterabfertigungshalle und eines großen Sägewerkes eine Vielzahl an Gleisen. Eines der beiden Stellwerke des Bahnhofs stand gegenüber der Kirche.
Am 11. September 1981 wurde der Abschnitt Brebach–Hanweiler-Bad Rilchingen (Landesgrenze) elektrifiziert. Ab September 1983 war dann auch durchgehend elektrischer Betrieb bis Saargemünd möglich. Das zweite Streckengleis zwischen Hanweiler und Saargemünd wurde dabei wegen Platzmangels auf der Preußenbrücke zurückgebaut.
1997 wurde die Saarbahn in Betrieb genommen und die Strecke Saarbrücken–Sarreguemines in das System integriert. In diesem Zusammenhang erhielt der Bahnhof Hanweiler-Bad Rilchingen im Fahrplan der Saarbahn den Namen Hanweiler. Der verbliebene Bahnsteig des Bahnhofs musste nicht umgebaut werden, da der Einstieg in die seither hier verkehrenden Saarbahn-Züge größtenteils barrierefrei ist. Auch hier wurden – wie bei den anderen Bahnhöfen entlang der Strecke – frühere Gleisanschlüsse inzwischen stillgelegt und abgebaut.

## Empfangsgebäude
Das heutige Empfangsgebäude ist durch einen Umbau 1938 und eine Erweiterung im heutigen Gaststättenbereich in den 1950er Jahren entstanden.
Ursprünglich war es ein Mittelbau mit Halle, Fahrkartenausgabe und Diensträumen (drei Fensterachsen), dem nördlich ein Wartesaal und südlich ein Güterraum angegliedert waren. Die Außenmauern waren unverputzte Sandsteinquader, das Dach ein Satteldach.
Der Umbau 1938 vergrößerte den Mittelteil südwärts um zwei Fensterachsen und hängte eine Zollabfertigungshalle an. Das Hauptgebäude erhielt ein Walmdach, auf das Mauerwerk wurde ein Verputz aufgetragen (die Erweiterung erfolgte nicht mehr in Sandstein), was das Aussehen wesentlich veränderte.
Heute befindet sich im Gebäude die Bahnhofsgaststätte Chaalys Bahnhof.

## Verkehr
Vom Bahnhof Hanweiler aus verkehrt die Saarbahn-Linie 1 tagsüber in der Regel alle 30 Minuten (vereinzelt nur alle 60 Minuten) Richtung Kleinblittersdorf, Brebach, in das Stadtzentrum von Saarbrücken, Riegelsberg, Heusweiler Markt und Lebach. In der Gegenrichtung verkehrt sie zum Bahnhof Sarreguemines. In der Schulzeit verkehrt die Linie 1 in der Mittagszeit (etwa zwischen 12:00 und 14:00 Uhr) im 15-Minuten-Takt.
Bis zur Inbetriebnahme der Saarbahn 1997 und auch während deren Vorlaufbetrieb war der Bahnhof Hanweiler-Bad Rilchingen Endstation der regulären Personenzüge aus Richtung Saarbrücken. Die frühere Regionalbahnlinie Saarbrücken – Hanweiler-Bad Rilchingen gehörte zum Netz der CityBahn im Saarland.